# Labské údolí v Drážďanech
Labské údolí v Drážďanech je bývalá památka světového dědictví UNESCO. Údolí je osmnáct kilometrů dlouhé a od 500 m do 3 km široké a vine se přes Drážďany a v jejich blízkém okolí. Na území této kulturní krajiny se nachází četná historická sídla jako Loschwitz nebo Pillnitz.

## Vyřazení ze seznamu

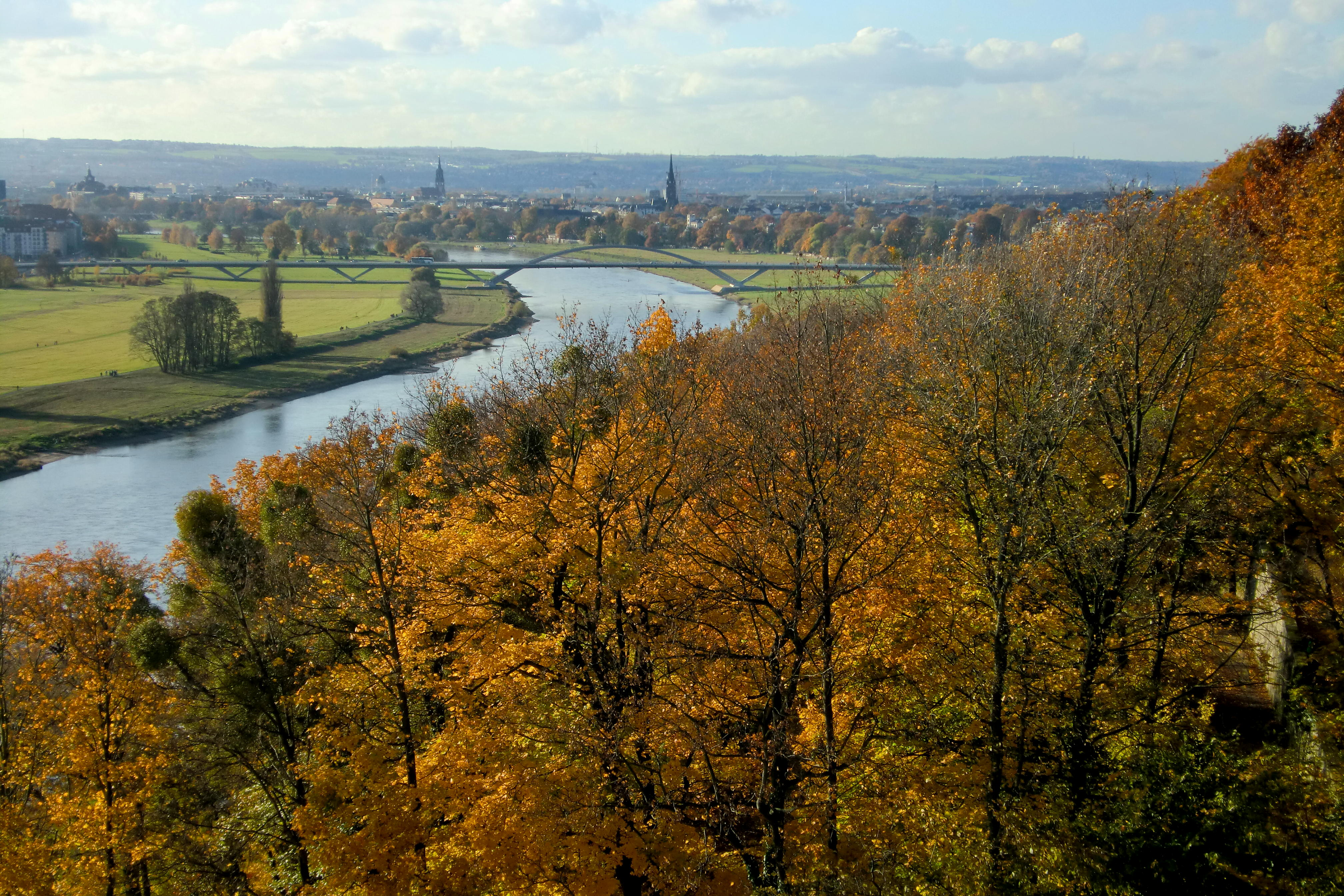
Most, jehož výstavba vedla k vyřazení labského údolí ze seznamu světového dědictví UNESCO

Otázka přemostění Labe v místech chráněné kulturní krajiny se v Sasku diskutovala již delší dobu. Důvodem pro vybudování mostu v těchto místech bylo hlavně odlehčení dopravy ve vytíženém centru Drážďan. Předložený plán mostu však odmítla organizace UNESCO s tím, že by most narušil siluetu města, kterou se podařilo obnovit i díky náročnému znovuvystavění kostela Frauenkirche, který byl zničen během druhé světové války při bombardování Drážďan.
Roku 2005 proběhlo mezi obyvateli Drážďan referendum, ve kterém se 68 % obyvatel vyjádřilo pro stavbu mostu. Přednost rozhodnutí referenda před rozhodnutím UNESCO potvrdil i německý ústavní soud. V roce 2006 byla památka přijata na seznam světového dědictví v ohrožení a hrozilo nebezpečí, že UNESCO vyškrtne památku ze seznamu světového dědictví úplně.
Když Výbor pro světové dědictví UNESCO v červnu 2007 rozhodl o zachování drážďanského údolí Labe na seznamu světového dědictví, zároveň vyzval německou stranu, aby předložila jiný, alternativní návrh na přemostění Labe, který by respektoval výjimečnost daného místa. Organizací UNESCO navrhovaný tunel byl však Němci odmítnut s poukazem na vyšší náklady a ekologické škody při jeho ražení a v listopadu 2007 začali stavět most, podle nového plánu značně zeštíhlený.
Výbor pro světové dědictví UNESCO proto v roce 2009 na zasedání ve španělské Seville rozhodl o vyřazení památky ze světového dědictví. Jedná se teprve o druhou památku, kterou tento osud postihl, a vůbec první vyřazenou kulturní památku (předchozí vyškrtnutá památka byla přírodní, a to rezervace přímorožců arabských v Ománu).
Pro vyškrtnutí památky hlasovalo 14 z 21 členů výboru, 5 přitom bylo proti a 2 hlasy nebyly platné.